# Cobelligeranza
La cobelligeranza è lo svolgimento di una guerra in cooperazione contro un nemico comune, con o senza un trattato formale di alleanza militare.

## Definizione
I cobelligeranti sono definiti nel Dizionario enciclopedico di diritto internazionale come "Stati impegnati in un conflitto con un nemico comune, in alleanza tra loro o meno". Benché quindi non sia strettamente una variabile dipendente dall'esistenza di alleanze, la definizione di cobelligeranza risente, sia negli studi di polemologia sia in quelli di diritto, della esistenza di un rapporto privilegiato con uno dei due Stati in conflitto, che potrebbe perfino portare a negare il carattere unidirezionale dell'apporto del terzo Stato interveniente: dalla definizione di «sostanziale cobelligeranza» discenderebbe la possibilità di mettere in dubbio la tesi «che uno dei Paesi cobelligeranti abbia il diritto di decidere per tutti se intraprendere o no la strada del trattato di pace, o dell’armistizio».

### Polemologia
Generalmente, il termine viene utilizzato per i casi in cui non esiste alcuna alleanza prima degli eventi bellici: gli alleati non possono diventare cobelligeranti in una guerra se non è sorto un casus foederis che invoca l'alleanza.
Peraltro, i trattati di alleanza più recenti non contengono più impegni espliciti a scendere in guerra a fianco ad un alleato (casus belli), ma si limitano a contemplare meno esplicite clausole di mutua assistenza, nelle quali "va poi verificato l’impiego di quali mezzi assolva l’obbligo di solidarietà, che ha chiaramente natura di obbligo di condotta". Ecco perché, posto che con questa clausola "gli Stati membri non sembrano allora tenuti a intraprendere o partecipare a operazioni militari in autodifesa collettiva", ne deriva che, se poi si determinano a partecipare alle ostilità nella misura massima dell'intervento a fianco dell'alleato, essi potrebbero essere definiti co-belligeranti.

### Diritto internazionale
Il diritto internazionale regola i rapporti tra gli Stati che partecipano a un conflitto armato internazionale (Stati belligeranti) e quelli che non lo sono (Stati neutrali). Uno Stato neutrale deve difendere i propri diritti (ad esempio impedendo ai belligeranti di commettere violazioni della sua integrità territoriale), rimanere imparziale nei confronti dei belligeranti e astenersi dal partecipare al conflitto.
La violazione dell'obbligo di neutralità imposto dalle consuetudini internazionali - e vieppiù dell'obbligo di partecipare al sistema di sicurezza collettivo incentrato sullo Statuto delle Nazioni Unite per il mantenimento ed il ripristino della pace e della sicurezza internazionale - è giustificata solo se lo Stato terzo è legato da un sistema di alleanza difensiva con uno degli Stati contendenti o se è esso stesso colpito dagli effetti della guerra. In questo caso la neutralità di uno Stato cesserà con la sua decisione di diventare cobelligerante: (1) dichiarando guerra; (2) partecipando in misura significativa alle ostilità; o (3) operando con violazioni sistematiche o sostanziali dei suoi doveri di imparzialità e non partecipazione. Se invece le violazioni non sono sistematiche o sostanziali, ma si mantengono al di sotto di una determinata soglia, sarebbe ancora in atto una "qualificata neutralità" che non va valutata sotto il profilo del ius ad bellum: essa si manterrebbe all'interno del solo ius in bello e, secondo una determinata dottrina del diritto internazionale, non comporterebbe co-belligeranza.

## Precedenti storici
(Cicerone, ottava filippica contro Marco Antonio)

### Germania e Unione Sovietica come cobelligeranti in Polonia
Dopo l'invasione della Polonia nel settembre 1939, la Germania nazista e l'Unione Sovietica divisero la Polonia secondo i termini del patto Molotov-Ribbentrop. Sebbene entrambi i paesi abbiano invaso la Polonia, non avevano un'alleanza formale e pubblica; il patto tra di loro era formalmente un accordo di reciproca neutralità. La cooperazione tedesca e sovietica contro la Polonia nel 1939 è stata perciò descritta come cobelligeranza.

### La Finlandia come cobelligerante della Germania nella seconda guerra mondiale
Cobelligeranza (in svedese medkrigförande) era anche il termine usato dal governo finlandese in tempo di guerra per la sua cooperazione militare con la Germania (che chiamavano i loro "fratelli d'arme") durante la seconda guerra mondiale. Durante la guerra di continuazione (1941-1944), entrambi i paesi avevano l'Unione Sovietica come nemico comune. Il rientro della Finlandia nella seconda guerra mondiale fu descritto come una diretta conseguenza dell'attacco della Germania all'Unione Sovietica, con l'Operazione Barbarossa.
Sebbene gli Alleati si riferissero spesso alla Finlandia come una delle potenze dell'Asse, la Finlandia non è mai stata firmataria del Patto tripartito italo-tedesco-giapponese del settembre 1940. Gli alleati però sottolineavano il fatto che la Finlandia, come l'Italia (fascista) e il Giappone (militarista), così come un certo numero di paesi tra cui la Spagna neutrale (falangista), appartenevano al Patto Anti-Comintern di Hitler.

### Italia come cobelligerante con gli ex nemici dal 1943
Il termine fu usato nel 1943-1945 durante le ultime fasi della seconda guerra mondiale per definire lo status degli ex alleati e associati della Germania (Italia dal 1943, Bulgaria, Romania e Finlandia dal 1944), dopo che si unirono alla guerra degli Alleati contro la Germania.